# René Dupire
Pour les articles homonymes, voir Dupire.
René Léon Joseph Dupire [René Dupire-Eeckman après son mariage], né à Roubaix le 13 avril 1888 et décédé le 3 mai 1948 dans la même ville, est un architecte roubaisien.

## Biographie
René Dupire est le fils d'Auguste Dupire-Deschamps architecte à Roubaix. 
Elève de Gustave Umbdenstock et  de Henri Deglane à l’École des beaux-arts de Paris, il est diplômé le 24 février 1914.
Il s'installe comme architecte à Roubaix après la Première Guerre mondiale. Il travaille avec son frère Maurice Dupire.
René et Maurice Dupire sont très impliqués dans la construction de Bailleul, quasiment détruite durant la guerre. Avec Jacques Barbotin, Emile Dervaux, Paul Destombes, ils sont très actifs dans le développement du nouveau Roubaix en style art-déco dans le quartier des Hauts-champs durant les années 1930.

## Principales réalisations
- 1922 : Église Notre-Dame-de-Lourdes de Roubaix
- 1922 : Église de La-Nativité-Notre-Dame La Crêche à Bailleul[3]
- 1929 : Hôtel de ville de Bailleul avec Louis-Marie Cordonnier, Louis Roussel, Jacques Barbotin et son frère[4].
- 1931 : Église Saint-Amand de Bailleul[5]
- 1935 : Église paroissiale Sainte-Bernadette, son presbytère et une école avec son frère[6] détruite en 1990[7]